# Lee Dae-hwi
Lee Dae-hwi (în hangul: 이대휘, n. 29 ianuarie 2001, Gangnam District⁠(d), Seul, Coreea de Sud) este un cântăreț și compozitor sud-coreean. El este membru al trupei de băieți AB6IX. Dae-hwi este cel mai bine cunoscut pentru participarea la show-ul Produce 101 Sezonul 2, unde s-a clasat pe locul trei și a devenit membru al trupei Wanna One, care a fost activă în perioada 2017-2019.

## Tinerețe și educație
Lee Dae-hwi s-a născut în Seul, Coreea de Sud. El a copilărit în Osaka, Japonia timp de doi ani și în Los Angeles, Statele Unite timp de șase ani. În 2015 a fost acceptat de JYP Entertainment la audiția globală pentru idoli și s-a întors în Coreea pentru a deveni trainee. La sfârșitul anului 2016 a plecat de la JYP și a mers la Brand New Music. Dae-hwi a absolvit Liceul de Arte ale Spectacolului din Seul (SOPA) în 2019.

## Carieră

### Pre-debut:Produce 101
În 2017, Dae-hwi a participat la Produce 101 Sezonul 2, un show de formare a unei trupe de băieți din 101 concurenți. El a devenit primul center al concursului pentru melodia tematică "Pick Me", fiind ales prin vot de către ceilalți participanți. A participat la show împreună cu ceilalți reprezentanți din Brand New Music, Park Woo-jin, Im Young-min și Kim Dong-hyun. În finală, s-a clasat pe locul trei cu 1.102.005 voturi, asigurându-i-se un loc ca membru al trupei de băieți Wanna One.

### 2017–2019: Wanna One
Wanna One a debutat pe 7 august 2017, la Gocheok Sky Dome cu mini-albumul 1×1=1 (To Be One).
Lee Dae-hwi a continuat să promoveze cu Wanna One până în ianuarie 2019, inclusiv ca parte a unit-ului The Heal, împreună cu colegul său Ong Seong-wu. A participat ca textier al melodiei „Sandglass”, care este produsă de Heize. 
Pe lângă activitățile cu Wanna One, Daehwi a compus melodii pentru alți artiști. Prima melodie compusă de el care a fost lansată este „Good Day”, cântată de MXM.
În 2018, el a participat la show-ul Produce 48 în calitate de producător al melodiei „See You Again”, folosită în Runda de Evaluare a Conceptului. Celelalte melodii compuse de el în această perioadă sunt „Remember Me" pentru Kang Min-hee și „Wish You Love Me" și „Dawn" pentru MXM.

### 2019-prezent: debutul în AB6IX
În ianuarie 2019, Lee Dae-hwi a colaborat cu Park Woo-jin pentru lansarea single-ului „Candle”. În mai, a debutat în trupa formată de Brand New Music, AB6IX, împreună cu colegul său din Wanna One, Park Woo-jin și alți 3 membri: Im Young-min, Kim Dong-hyun și Jeon Woong.
Dae-hwi a compus melodia „Slow" pentru albumul de debut al lui Yoon Ji-sung, Aside, melodia „Young20" pentru Park Ji-hoon, și melodia „Airplane" pentru IZ*ONE.
În aprilie 2019, el și Han Hyun-min au devenit co-gazde oficiale ale show-ului M Countdown.
Dae-hwi urmează să-și facă debutul actoricesc în rolul principal masculin, Dong Jin-Woo, în web-drama Mon Chouchou Global House. Drama a început filmările în august și va avea premiera în octombrie.

## Discografie

### Single-uri
| An   | Titlu                      | Poziții de vârf în clasamente |
| An   | Titlu                      | KOR Gaon                      |
| ---- | -------------------------- | ----------------------------- |
| 2019 | "Candle" (cu Park Woo-jin) | 60                            |

### În calitate de producător muzical
| An   | Melodie                              | Artist                        | Rol                             |
| ---- | ------------------------------------ | ----------------------------- | ------------------------------- |
| 2017 | "Good Day"                           | MXM                           | Versuri, compoziție, aranjament |
| 2018 | "Sandglass (Prod. Heize)"            | Wanna One                     | Versuri                         |
| 2018 | "사랑해줬으면 해 (Wish You Love Me)" | MXM                           | Versuri, compoziție             |
| 2018 | "Dawn"                               | MXM                           | Versuri, compoziție             |
| 2018 | "다시 만나 (See You Again)"          | Concurentele din Produce 48   | Versuri, compoziție, aranjament |
| 2018 | "기억해줘요 (Remember Me)"           | Kang Min-hee                  | Versuri, compoziție             |
| 2019 | "Candle"                             | Lee Dae-hwi, Park Woo-jin     | Versuri, compoziție             |
| 2019 | "쉼표 (Slow)"                        | Yoon Ji-sung                  | Versuri, compoziție             |
| 2019 | "Young 20"                           | Park Ji-hoon                  | Versuri, compoziție             |
| 2019 | "Airplane"                           | Iz One                        | Versuri, compoziție             |
| 2019 | "Absolute"                           | AB6IX                         | Versuri                         |
| 2019 | "Hollywood"                          | AB6IX                         | Versuri, compoziție, aranjament |
| 2019 | "Breathe"                            | AB6IX                         | Versuri, compoziție             |
| 2019 | "Friend Zone"                        | AB6IX                         | Versuri, compoziție             |
| 2019 | "Light Me Up"                        | AB6IX                         | Versuri, compoziție             |
| 2019 | "Dance For Two"                      | AB6IX                         | Versuri, compoziție             |
| 2019 | "Dream For You"                      | Concurenții din Produce X 101 | Versuri, compoziție             |

## Filmografie

### Seriale de televiziune
| An   | Titlu                     | Rol          | Canal | notițe          |
| ---- | ------------------------- | ------------ | ----- | --------------- |
| 2019 | Mon Chouchou Global House | Dong Jin-woo | SBS   | Rolul principal |

### Emisiuni TV
| An   | Titlu                   | Canal | Rol       | Note                                                      | Ref.   |
| ---- | ----------------------- | ----- | --------- | --------------------------------------------------------- | ------ |
| 2017 | Produce 101 (sezonul 2) | MNet  | El însuși | Selecționat în grupul de debut                            | [ 6 ]  |
| 2019 | M Countdown             | MNet  | Co-gazdă  | Episodul 613 - prezent, co-gazdă oficială cu Han Hyun-min | [ 20 ] |